# 若松幸禧
若松 幸禧（わかまつ ゆきよし、1911年（明治44年）- 1944年（昭和19年）12月18日）は、大日本帝国陸軍の軍人。戦闘機操縦者。最終階級は中佐。鹿児島県薩摩郡高江村（現在の薩摩川内市）出身。通り名・異名は「赤鼻のエース」。

## 概要
鹿児島県薩摩郡高江村大字久見崎（現在の薩摩川内市久見崎町）出身。太平洋戦争（大東亜戦争）中後期の中国戦線で活躍した、二式単座戦闘機「鍾馗」と四式戦闘機「疾風」乗りのエース・パイロット。二等兵として入営し、下士官から少尉候補者を経て少佐にまでのぼりつめた。冴えた空戦技術と円熟した優れた人格を持ち合わせた理想的な戦闘隊指揮官であった。
その活躍から敵の中華民国重慶政府より若松の首に賞金が懸けられ（当初は2万元、のち5万元に増額）、また、若松の所属する飛行第85戦隊第2中隊機のスピナーと垂直尾翼前縁（部隊マーク）に塗られた中隊色の赤色から、若松は在中国米空軍（在支米空軍）や友軍より「赤鼻（RedNose）のエース」、「赤ダルマ隊長」として存在が広く知られていた。
撃墜機数は18機以上と伝えられる。大戦後期の日本軍劣勢下での戦果で、そのすべてが戦闘機である。そのうち約半数は第二次世界大戦最優秀戦闘機ともいわれるP-51マスタング（マーリンエンジン搭載型のB/C型）が占める。若松自身はP-51について、B型を初撃墜した日の日記で「赤子の手をねじるがごとし」と記録している。
広東進出時には第85戦隊は二式単戦「鍾馗」を装備しており、隊員らは「鍾馗」が得意とする一撃離脱戦法を駆使し、若松は初戦果として1943年（昭和18年）7月24日の衡陽進攻時にP-40戦闘機2機を撃墜。以降も「鍾馗」で激戦を繰り広げ、1944年（昭和19年）9月22日に戦隊は新鋭機の四式戦「疾風」に一部機種改編。若松はこの「疾風」を「スピード、上昇力、旋回性、航続距離、全てにおいて二単（鍾馗）よりいい」「無線機もすっかり改良された」と高評価している。10月4日、「疾風」「鍾馗」の混成隊にて哨戒飛行中に、若松自身はP-51Bを2機撃墜（若松側は被撃墜・被弾機無し）、以降P-51を始め敵戦闘機相手に敢闘する。
また、若松は編組（飛行割り）から外れた地上のピスト残留組の操縦者や、整備兵といった地上勤務者らの士気を鼓舞するため、空戦時には乗機の無線電話のスイッチを入れたままにし、なおかつ細やかな空戦実況を交えながら基地無線機に放送を送り地上の基地将兵らを大いに湧かせたエピソードも持つ。
1944年12月18日、少佐任官まもなく、B-29とP-51の戦爆連合200機に対する迎撃戦（漢口大空襲）において、補給後2度目の迎撃に離陸上昇中、P-51の10数機編隊に包囲され、応戦するも飛行場近くに自爆・戦死した。死後、中佐に昇進。第5航空軍は個人感状と大佐への二階級特進を上申したと伝えられるが、終戦の混乱により実現しなかった。

## 軍歴
- 1930年（昭和5年） 現役志願兵として飛行第3連隊に入営。
- 1932年（昭和7年） 第41期操縦学生過程修了。所沢陸軍飛行学校、熊谷陸軍飛行学校の助教として勤務。
- 1938年（昭和13年） 第18期少尉候補者学生として陸軍航空士官学校に入校、卒業後少尉任官。
- 1939年（昭和14年）
  - 9月 ノモンハンで戦闘中の飛行第64戦隊第1中隊附。数日後に停戦を迎え、若松に空戦機会はなかった。
  - 12月 中尉に進級、第64戦隊で南中国方面へ移動。
- 1940年（昭和15年）末 中隊長教育を受けるため、甲種学生として明野陸軍飛行学校入校。
- 1941年（昭和16年）4月 明野飛校卒業、第85戦隊附。
- 1942年（昭和17年）8月 大尉に進級、第85戦隊第2中隊長。
- 1943年（昭和18年）6月 若松中隊、広東へ先行。使用機種は二式単戦「鍾馗」二型甲。
  - 以後1年余りを南支戦線で広東、香港防空、奥地進攻に、中心的存在として活躍。
- 1944年（昭和19年）
  - 9月 第85戦隊は四式戦「疾風」一型甲に機種改編。捷号作戦のため内地帰還する飛行第22戦隊から残存の「疾風」9機を譲受け、また内地から補充をうけた[5] 。以後戦死するまで、主に在中国米空軍第23戦闘航空群の各戦闘機隊を相手に健闘。
  - 12月18日　漢口大空襲時の迎撃戦において戦死。死後、中佐。